# Brent Bandits
I Brent Bandits sono stati una squadra di football americano di Brent, in Gran Bretagna. Fondati nel 1986, hanno chiuso nel 1991.

## Dettaglio stagioni

### Amichevoli
| Stagione | Vin | Par | Per | Tot | PF | PS | avversaria |
| -------- | --- | --- | --- | --- | -- | -- | ---------- |
| 1990     | 1   | 0   | 0   | 1   | 50 | 0  | Australia  |
| Totale   | 1   | 0   | 0   | 1   | 50 | 0  |            |

Fonte: americanfootballitalia.com

### Tornei nazionali

#### BGFL Premiership
| Stagione | regular season | regular season | regular season | regular season | regular season | regular season | playoff | playoff | playoff | playoff | playoff | playoff   | playoff    |
|          | Vin            | Par            | Per            | Tot            | PF             | PS             | Vin     | Per     | Tot     | PF      | PS      | risultato | avversaria |
| -------- | -------------- | -------------- | -------------- | -------------- | -------------- | -------------- | ------- | ------- | ------- | ------- | ------- | --------- | ---------- |
| 1988     | 4              | 0              | 4              | 8              | 120            | 99             | -       | -       | -       | -       | -       | -         | -          |
| Totale   | 4              | 0              | 4              | 8              | 120            | 99             | -       | -       | -       | -       | -       |           |            |

Fonti: Enciclopedia del Football - A cura di Roberto Mezzetti

### Tornei locali

#### Capital League
| Stagione | regular season | regular season | regular season | regular season | regular season | regular season | playoff | playoff | playoff | playoff | playoff | playoff    | playoff               |
|          | Vin            | Par            | Per            | Tot            | PF             | PS             | Vin     | Per     | Tot     | PF      | PS      | risultato  | avversaria            |
| -------- | -------------- | -------------- | -------------- | -------------- | -------------- | -------------- | ------- | ------- | ------- | ------- | ------- | ---------- | --------------------- |
| 1987     | 6              | 0              | 4              | 10             | 233            | 166            | 0       | 1       | 1       | 8       | 33      | Semifinale | Saint Albans Kestrels |
| Totale   | 6              | 0              | 4              | 10             | 233            | 166            | 0       | 1       | 1       | 8       | 33      |            |                       |

Fonti: Enciclopedia del Football - A cura di Roberto Mezzetti

### Riepilogo fasi finali disputate
| Anno           | Luogo | Evento         | Fase del torneo | Incontro                              | Risultato |
| 11 agosto 1987 |       | Capital League | Semifinale      | Saint Albans Kestrels - Brent Bandits | 33 - 8    |